# Patina

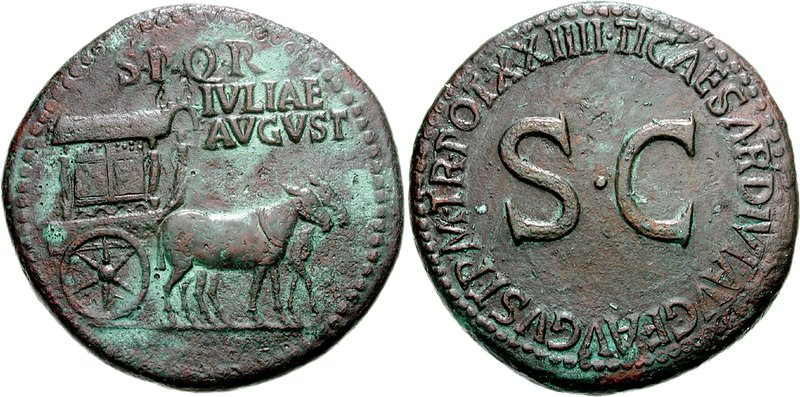
Moneta imperiale in bronzo, con dedica a Livia, madre di Tiberio, andata in sposa ad Augusto. L'esemplare, che ha subìto una lieve lisciatura e laccatura, evidenzia la formazione di una patina bruno-verdastra.

Con il termine patina (dal latino patĭna – piatto – dalla vernice di cui erano ricoperti nell'antichità) ci si riferisce allo strato superficiale che, con il tempo, ricopre dipinti, opere di scultura e d'architettura, il rame e le sue leghe, o altri metalli, a seguito di processi spontanei di ossidazione ma anche per la formazione di depositi dovuti a degradazione meteorica.

## Metalli
La formazione della patina nei metalli è dovuta alla tendenza di tutti i metalli a ritornare allo stato naturale, vale a dire sotto forma di quei minerali da cui essi sono stati estratti mediante processi tecnologici, fisico-chimici, come ad esempio il calore, per poi essere raffinati in metalli puri o leghe metalliche: un esempio di patina è quella che si forma sul bronzo, normalmente inteso come lega di rame e stagno, con frequenti aggiunte di altri componenti come, ad esempio, il piombo o lo zinco.

## Altri materiali
Il termine patina è utilizzato, più genericamente, anche con riferimento all'alterazione dello strato superficiale che, con il trascorrere del tempo, offrono altri materiali o manufatti, minerali o organici, anche non metallici, come la pietra, il marmo o il legno. In questi casi la formazione della patina è dovuta anche a processi fisici di usura, che può donare un aspetto di lucentezza, o a processi di varia natura, come la corrosione o il deposito meteorico.
La "patinatura" può indicare anche un processo utilizzato nella stampa grafica tramite il quale viene applicato sul prodotto stampato uno strato, lucido o opaco, a scopo protettivo e/o d'immagine.